# هیدروکسی‌پیروویک اسید
هیدروکسی‌پیروویک اسید (به انگلیسی: Hydroxypyruvic acid) یک کتواسید با فرمول شیمیایی C۳H۴O۴ یک هیدروکسی اسید با شناسه پاب‌کم ۹۶۴ است که جرم مولی آن ۱۰۴٫۰۶ g/mol می‌باشد.
هیدروکسی اسیدها گروهی از اسیدهای کربوکسیلیک هستند که یک گروه عاملی هیدروکسیل به آنها افزوده شده است. 